# Amt Mügeln
Das Amt Mügeln war eine zum Stiftsamt Wurzen gehörige territoriale Verwaltungseinheit des  1806 in ein Königreich umgewandelten Kurfürstentums Sachsen. Nach der Auflösung des Stiftsamts Wurzen im Jahr 1818 war das Amt Mügeln zusammen mit dem Amt Sornzig ein landesherrliches Amt im Leipziger Kreis des Königreichs Sachsen.
Bis zum Ende der sächsischen Ämterverfassung im Jahr 1856 bildete es den räumlichen Bezugspunkt für die Einforderung landesherrlicher Abgaben und Frondienste, für Polizei, Rechtsprechung und Heeresfolge. Der Amtssitz befand sich auf Schloss Ruhethal in Mügeln.

## Geographische Lage
Das Amt Mügeln lag im Tal der Döllnitz am westlichen Rand der Lommatzscher Pflege. Nördlich der Stadt Mügeln beginnt der bereits zum Amt Mutzschen gehörige Wermsdorfer Forst, ein Waldgebiet, das sich bis zur Dahlener Heide erstreckt.

## Angrenzende Verwaltungseinheiten
Die Ämter Mügeln und Sornzig bildeten den südlichen Teil des Stiftsamts Wurzen, welcher durch das kurfürstliche Amt Mutzschen vom nördlichen Teil des Stiftsamts mit dem Amt Wurzen getrennt war.
| Amt Mutzschen                  | Amt Oschatz                                 |                                          |
| Amt Grimma                     | Kompassrose, die auf Nachbargemeinden zeigt | Stiftsamt Wurzen (Amt Sornzig) (Exklave) |
| Stiftsamt Wurzen (Amt Sornzig) | Schulamt Meißen Stiftsamt Meißen (Exklave)  | Amt Oschatz                              |

## Geschichte

### Frühgeschichte
Mügeln wurde das erste Mal im Jahr 984 urkundlich erwähnt. Die Umgebung des Ortes war damals vorwiegend von Slawen besiedelt. 1063 kam Mügeln durch eine Schenkung der Kaiserin Agnes in den Besitz des Bischofs von Meißen. Die Schenkung bedenkt das Stift mit 50 Hufen Land sowie allen dazugehörigen Nutzungsrechten. Die Gerichtsbarkeit verblieb zunächst in kaiserlicher Hand und fiel erst ungefähr 200 Jahre später durch eine urkundliche Beglaubigung dem Bischof von Meißen zu.
Für das Jahr 1161 werden die Herren von Mügeln nachgewiesen, welche vermutlich aber bereits im 11. Jahrhundert das Land um den Festenberg als Geschenk vom König erhielten.
1259 starb Sifridus de Mogelin, welcher der einflussreichste und wohlhabendste Präfekt Mügelns war. Er bebaute während seiner Herrschaft den Festenberg mit der Burg, sowie der Kapelle Ursula und stiftete 1241 das Nonnenkloster des Benediktinerordens Marienthal in Sornzig. 1261 wurde das Schloss Ruhethal erbaut.

### Das Amt Mügeln unter Herrschaft des Bistums Meißen
Am 26. März 1278 übergab Albert, Graf zu Brehna in einer Schenkung die Gerichtsbarkeit über die Stadt Mügeln an den Bischof zu Meißen. Die Bischöfe von Meißen ließen die Stadt Mügeln und das umliegende Gebiet durch das 1114 von Bischof Herwig von Meißen gegründete Kollegiatstift Wurzen verwalten. Es wurde somit Teil einer weltlichen Territorialherrschaft unter Hoheit der Bischöfe von Meißen.
Nach der Teilung der wettinischen Lande im Jahr 1485 wurde die Schutzherrschaft über das Kollegiatstift Wurzen und seinen Besitzungen von den Ernestinern und Albertinern gemeinsam ausgeübt. Beide Linien waren letztendlich auf eine Säkularisation des bischöflichen Territoriums aus, was u. a. 1542 zur sogenannten „Wurzener Fehde“ führte. Die Wurzener Fehde nahm Johann Friedrich im Jahr 1542 zum Anlass, in die Befugnisse des Stifts Wurzen einzugreifen, um die Reformation durchzusetzen. Im 16. Jahrhundert wurde das Stift und seine Besitzungen protestantisch.

### Das Amt Mügeln unter Herrschaft der wettinischen Stiftsregierung (1581–1818)
Am 20. Oktober 1581 dankte der letzte Bischof Johann IX. von Haugwitz ab und trat zum Protestantismus über. Danach wurden aus den Besitzungen des Wurzener Stifts die Ämter Mügeln, Wurzen und Sornzig gebildet und vollständig in das seit 1547 albertinische Kursachsen eingegliedert, auch wenn es noch als Stiftsamt Wurzen bis 1818 durch eine eigens geschaffene „Kurfürstlich-Sächsische Stiftsregierung“ (durch die des Stifts Meißen verordneten Hauptmann, Kanzler und Räte) im Auftrage des Dresdener Hofes verwaltet wurde.
Der ehemalige Bischof Johann IX. von Haugwitz lebte bis zu seinem Tod im Jahr 1595 in Mügeln und erhielt das um 1150 erbaute Schloss Ruhethal, welchem er diesen Namen gab, sowie das ehemalige Kloster Marienthal in Sornzig, als Leibrente zur Nutzung. Ein Jahr später, 1596 kam das Amt Mügeln an die sächsischen Kurfürsten.

### Das Gebiet des Amts Mügeln nach der Auflösung der wettinischen Stiftsregierung 1818
Nach der Auflösung des Stiftamts Wurzen im Jahr 1818 wurden die Ämter Mügeln, Wurzen und Sornzig landesherrliche Ämter im Leipziger Kreis des Königreichs Sachsen. Das Amt Mügeln bestand bis 1856 und wurde dann von den Gerichtsämtern Mügeln und Oschatz abgelöst.

## Zugehörige Orte
1827 gehörten zum Amtsgebiet eine Stadt, 44 Dörfer und sechs Vorwerke mit 11.000 Einwohnern. Nach einer Verwaltungsreform 1836 umfasste das Amt Mügeln zusammen mit Sornzig 55 Dörfer.
Stadt
- Mügeln mit dem Schloss Ruhethal

Amtsdörfer
| - Altmügeln - Beiersdorf - Berntitz - Crellenhain - Glossen (anteilig) | - Jahna (Exklave) - Kiebitz (Exklave) - Nebitzschen - Schlagwitz - Schlatitz | - Schleben (anteilig) - Schmorren (Exklave) - Seelitz |